# 張維 (醫生)
張維，BBS，香港骨科医生。

## 履历
- 香港大學內外全科醫學士 1976
- 英國格拉斯哥皇家醫學院外科院士 1980
- 美國骨科醫學委員會文憑 1985
- 香港骨科醫學院院士 1993
- 香港醫學專科學院院士（骨科） 1993

### 社会责任
- 中國香港體育協會暨奧林匹克委員會醫學顧問、首席醫生
- 多年擔任中國香港、澳门隨團代表醫生[1][2][3]
- 香港體育學院精英運動及培訓事務委員會成員[4]
- 經常到美國多間常春藤盟校講學，例如美國哈佛大學
- 香港运动禁药委员会成员[5]
- 2012年獲頒發銅紫荊星章[6]